# Néo-Victorien

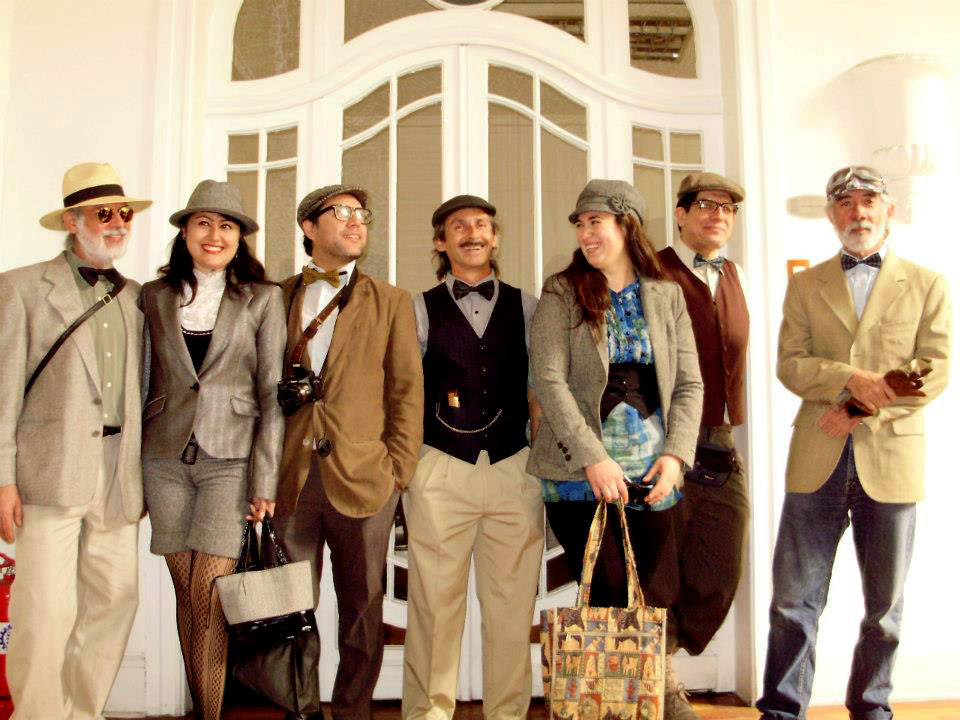
Groupe d'hommes habillés en style néo-victrorien.

Le Néo-Victorien est un mouvement esthétique qui amalgame les styles victoriens et édouardiens avec des principes et technologies modernes. Quantité de magazines et de sites web sont dédiés au style néo-victorien, au travers des robes, de la décoration intérieure, etc.
En septembre 2007, l'Université d'Exeter a exploré le phénomène au cours d'une conférence internationale intitulée Neo-victorianism: The Politics and Aesthetics of Appropriation.

## Art et artisanat
Un exemple d'artisanat néo-victorien pourrait être un téléphone sans fil ayant le design des vieux téléphones muraux, un lecteur CD ressemblant à une vieille radio, des meubles et des vêtements de style victorien.
On trouve dans le néoromantisme et le fantasy des éléments d'esthétisme victorien ; ils apparaissent d'autre part de plus en plus dans le genre steampunk.

## Mode et attitude
Beaucoup de ceux qui ont adopté un style néo-victorien ont aussi adopté les attitudes de l'époque, et cherchent à imiter la conduite, la prononciation et l'interaction interpersonnelles néo-victoriennes. Certains vont jusqu'à adopter certaines habitudes telles que se raser au rasoir droit, rouler en Penny farthing[réf. nécessaire], et écrire selon la mode de l'époque. Il y a souvent une part de cosplay.
La mode gothique incorpore certains éléments néo-victoriens, mais pas l'attitude.
Sans être confondu, le néo-victorianisme est inclus dans les mouvements de mode japonais : lolita et aristocrate ; ceux-ci deviennent progressivement visibles en Europe.

## Dans la culture populaire et la littérature
Le néo-victoriannisme peut être vu dans le steampunk, genre croissant de la littérature de l'imaginaire. Il est aussi populaire parmi ceux intéressés par Victoria et les reconstitution historique.
Des détails apparaissent dans le roman L'Âge de diamant, dans lequel les néo-victoriens constituent un groupe de personnages majeur.